# Waiting for the Sun
Waiting for the Sun (en español: «Esperando el Sol») es el tercer álbum de estudio de la banda de rock The Doors, publicado el 3 de julio de 1968 por Elektra Records.
Fue el primero en alcanzar el número uno en ventas, "Hello, I Love You" fue su segundo sencillo número uno. También se convirtió en el primer álbum exitoso en el Reino Unido, donde alcanzó el #16 en las listas. Casi la totalidad del material de este disco había sido escrito ya en los primeros años del grupo y habían sido grabados para el primer álbum y para el segundo álbum "Strange Days". La pieza clave de este álbum sería la "obra teatral" o poema de larga duración de Jim Morrison, "Celebration of the Lizard" con el que pretendían ocupar una cara entera de este disco, idea que luego desecharon pero al final solo la sección de "Not to Touch the Earth" fue incluida.  La versión completa de esta pieza fue grabado en directo para el disco Absolutely Live y la versión en estudio se incluyó como bonus track en el Perception Box Set de 2007 del 40 aniversario de la banda.  El álbum ha vendido alrededor de 9 millones de copias.
Este álbum ha sido criticado por su sonido suave, que contrasta con la fuerza de las letras y con el sonido tenso que había hecho famosa a la banda. Sin embargo, contiene cinco clásicos casi indiscutidos, "Hello, I Love You", "Spanish Caravan", "Five to One", "Love Street", "Not to Touch the Earth  y el controversial himno anti-guerra "The Unknown Soldier".
Uno de los temas grabados, "Waiting for the Sun", cuyo título da nombre al álbum, no se incluyó en este finalmente hasta el Morrison Hotel de 1970.
Este álbum marca la transición del tecladista "Ray Manzarek" del órgano "Vox Continental" usado en los 2 primeros álbumes, hacia el órgano "Gibson G-101", el cual es el más conocido por usarlo cuando tocaba en vivo.
En Perception Box Set (2007), The Doors remasterizan toda su discografía. Cada álbum incluye algunos "bonus tracks".

## Grabación
La grabación de Waiting For The Sun fue tensa. La banda estaba en la cúspide de su fama, lo que comenzó a causar grietas entre los miembros del grupo, especialmente en Morrison, cuyo alcoholismo estaba fuera de control. En el documental When You are Strange, el baterista John Densmore, luego de ver a Morrison durmiendo en un charco de orina, abandono el estudio de grabación anunciando que renunciaba. Al día siguiente, volvió a grabar.
Gran parte de las dificultades que ocurrió en la grabación fue la falta de canciones nuevas. La banda trabajó por meses en un largo poema de Jim titulado The Celebration of the Lizard. En el libreto interno de la edición 40´Anniversary, Bruce Botnick, el ingeniero de sonido, afirma que el productor Paul A. Rothchild convenció a la banda a desistir de horas de grabación de dicho poema convertido en canción, del cual tenía la intención de durar toda la cara A del disco, obligando a la banda a grabar trozos de viejas canciones más algunas nuevas. De tal poema solo quedó Not to Touch The Earth. Love Street habla sobre la novia de Jim, Pamela Courson, mientras que The Unknown Soldier es una canción antibélica sobre la guerra de Vietnam.

## Lista de canciones
Todas las canciones compuestas por The Doors (Morrison, Krieger, Manzarek, Densmore).
Cara 1
1. «Hello, I Love You» - 2:16[1]
2. «Love Street» - 3:06
3. «Not to Touch the Earth» - 3:54
4. «Summer's Almost Gone» - 3:20
5. «Wintertime Love» - 1:52
6. «The Unknown Soldier» - 3:10

Cara 2
1. «Spanish Caravan» - 2:58
2. «My Wild Love» - 2:50
3. «We Could Be So Good Together» - 2:20
4. «Yes, The River Knows» - 2:35
5. «Five to One» - 4:22

Nota: "The Unknown Soldier" y "Spanish Caravan" fueron las primeras canciones que se grabaron para el álbum en Sunset Sound Recorders en Enero de 1968 y "We Could Be So Good Together" fue grabada en las sesiones de Strange Days de 1967.

### Bonus tracks de su relanzamiento en 2007 (40th Anniversary Edition)
- "Albinoni's Adagio in G Minor" - 4:31 (Tomaso Albinoni)
- "Not To Touch The Earth" (Dialogue) - 0:43
- "Not To Touch The Earth" (Take 1) - 3:58
- "Not To Touch The Earth" (Take 2) - 4:16
- "Celebration of the Lizard" (An Experiment/Work In Progress) - 17:06

## Integrantes y personal
- Jim Morrison - Voz principal y coros
- Ray Manzarek - Órgano eléctrico Gibson G-101, piano eléctrico de bajo y coros en "My Wild Love".
- Robby Krieger - Guitarra y coros en "My Wild Love".
- John Densmore - Batería y coros en "My Wild Love".
- Leroy Vinegar - Bajo Acústico en "Spanish Caravan".
- Kerry Magness - Bajo en "The Unknown Soldier" y "Five To One".

- Paul A. Rothchild - Producción
- Bruce Botnick - Ingeniería de sonido y masterizado.
- Jac Holzman - Supervisor de producción
- William S. Harvey - Diseño de producción.